# 咸普頓公園球場
咸普頓公園球場（Hampden Park）是一個位於蘇格蘭格拉斯哥的足球場，自1903年已經是女王公园的主場。

## 外部連結
- 官方网站